# Список видов семейства Dictynidae
Список всех описанных видов пауков семейства Cybaeidae на 14 октября 2013 года. 

## Adenodictyna
Adenodictyna Ono, 2008
- Adenodictyna kudoae Ono, 2008 — Япония

## Aebutina
Aebutina Simon, 1892
- Aebutina binotata Simon, 1892 — Эквадор, Бразилия

## Ajmonia
Ajmonia Caporiacco, 1934
- Ajmonia aurita Song & Lu, 1985 — Казахстан, Китай
- Ajmonia capucina (Schenkel, 1936) — Китай
- Ajmonia lehtineni Marusik & Koponen, 1998 — Монголия
- Ajmonia numidica (Denis, 1937) — Алжир
- Ajmonia patellaris (Simon, 1911) — Алжир
- Ajmonia procera (Kulczynski, 1901) — Китай
- Ajmonia psittacea (Schenkel, 1936) — Китай
- Ajmonia velifera (Simon, 1906) — от Индии до Китая

## Altella
Altella Simon, 1884
- Altella aussereri Thaler, 1990 — Италия
- Altella biuncata (Miller, 1949) — Центральная Европа
- Altella caspia Ponomarev, 2008 — Казахстан
- Altella hungarica Loksa, 1981 — Венгрия
- Altella lucida (Simon, 1874) — Европа
- Altella media Wunderlich, 1992 — Канарские Острова
- Altella opaca Simon, 1911 — Алжир
- Altella orientalis Balogh, 1935 — Венгрия
- Altella pygmaea Wunderlich, 1992 — Канарские Острова
- Altella uncata Simon, 1884 — Алжир

## Anaxibia
Anaxibia Thorell, 1898
- Anaxibia caudiculata Thorell, 1898 — Мьянма
- Anaxibia difficilis (Kraus, 1960) — Сан-Томе
- Anaxibia nigricauda (Simon, 1905) — Шри-Ланка
- Anaxibia peteri (Lessert, 1933) — Ангола
- Anaxibia pictithorax (Kulczynski, 1908) — Ява
- Anaxibia rebai (Tikader, 1966) — Индия, Андаманские острова

## Arangina
Arangina Lehtinen, 1967
- Arangina cornigera (Dalmas, 1917) — Новая Зеландия
- Arangina pluva Forster, 1970 — Новая Зеландия

## Archaeodictyna
Archaeodictyna Caporiacco, 1928
- Archaeodictyna ammophila (Menge, 1871) — Европа до Центральной Азии
- Archaeodictyna anguiniceps (Simon, 1899) — Северная, Восточная Африка
- Archaeodictyna condocta (O. P.-Cambridge, 1876) — Северная Африка, Казахстан
- Archaeodictyna consecuta (O. P.-Cambridge, 1872) — Палеарктика
- Archaeodictyna minutissima (Miller, 1958) — Европа
- Archaeodictyna sexnotata (Simon, 1890) — Йемен
- Archaeodictyna suedicola (Simon, 1890) — Йемен
- Archaeodictyna tazzeiti (Denis, 1954) — Алжир
- Archaeodictyna ulova Griswold & Meikle-Griswold, 1987 — Южная Африка

## Arctella
Arctella Holm, 1945
- Arctella lapponica Holm, 1945 — Скандинавия, Россия, Монголия, Аляска
- Arctella subnivalis Ovtchinnikov, 1989 — Центральная Азия

## Argenna
Argenna Thorell, 1870
- Argenna alxa Tang, 2011 — Китай
- Argenna obesa Emerton, 1911 — США, Канада
- Argenna patula (Simon, 1874) — Палеарктика
- Argenna polita (Banks, 1898) — Мексика
- Argenna subnigra (O. P.-Cambridge, 1861) — Палеарктика
- Argenna yakima Chamberlin & Gertsch, 1958 — США

## Argennina
Argennina Gertsch & Mulaik, 1936
- Argennina unica Gertsch & Mulaik, 1936 — США

## Atelolathys
Atelolathys Simon, 1892
- Atelolathys varia Simon, 1892 — Шри-Ланка

## Banaidja
Banaidja Lehtinen, 1967
- Banaidja bifasciata (L. Koch, 1872) — Самоа

## Bannaella
Bannaella Zhang & Li, 2011
- Bannaella sinuata Zhang & Li, 2011 — Китай
- Bannaella tibialis Zhang & Li, 2011 — Китай

## Blabomma
Blabomma Chamberlin & Ivie, 1937
- Blabomma californicum (Simon, 1895) — США
- Blabomma flavipes Chamberlin & Ivie, 1937 — США
- Blabomma foxi Chamberlin & Ivie, 1937 — США
- Blabomma guttatum Chamberlin & Ivie, 1937 — США
- Blabomma hexops Chamberlin & Ivie, 1937 — США
- Blabomma lahondae (Chamberlin & Ivie, 1937) — США
- Blabomma oregonense Chamberlin & Ivie, 1937 — США
- Blabomma sanctum Chamberlin & Ivie, 1937 — США
- Blabomma sylvicola (Chamberlin & Ivie, 1937) — США
- Blabomma uenoi Paik & Yaginuma, 1969 — Корея
- Blabomma yosemitense Chamberlin & Ivie, 1937 — США

## Brommella
Brommella Tullgren, 1948
- Brommella bishopi (Chamberlin & Gertsch, 1958) — США
- Brommella falcigera (Balogh, 1935) — Европа
- Brommella hellenensis Wunderlich, 1995 — Греция
- Brommella lactea (Chamberlin & Gertsch, 1958) — США
- Brommella monticola (Gertsch & Mulaik, 1936) — США
- Brommella punctosparsa (Oi, 1957) — Китай, Корея, Япония

## Callevophthalmus
Callevophthalmus Simon, 1906
- Callevophthalmus albus (Keyserling, 1890) — Австралия, Лорд-Хау
- Callevophthalmus maculatus (Keyserling, 1890) — Новый Южный Уэльс

## Chaerea
Chaerea Simon, 1884
- Chaerea maritimus Simon, 1884 — Алжир

## Chorizomma
Chorizomma Simon, 1872
- Chorizomma subterraneum Simon, 1872 — Испания, Франция

## Cicurina
Cicurina Menge, 1871
- Cicurina aenigma Gertsch, 1992 — США
- Cicurina alpicora Barrows, 1945 — США
- Cicurina anhuiensis Chen, 1986 — Китай
- Cicurina arcata Chamberlin & Ivie, 1940 — США
- Cicurina arcuata Keyserling, 1887 — США, Канада
- Cicurina arizona Chamberlin & Ivie, 1940 — США
- Cicurina arkansa Gertsch, 1992 — США
- Cicurina armadillo Gertsch, 1992 — США
- Cicurina atomaria Simon, 1898 — США
- Cicurina bandera Gertsch, 1992 — США
- Cicurina bandida Gertsch, 1992 — США
- Cicurina baronia Gertsch, 1992 — США
- Cicurina barri Gertsch, 1992 — США
- Cicurina blanco Gertsch, 1992 — США
- Cicurina breviaria Bishop & Crosby, 1926 — США
- Cicurina brevis (Emerton, 1890) — США, Канада
- Cicurina browni Gertsch, 1992 — США
- Cicurina brunsi Cokendolpher, 2004 — США
- Cicurina bryantae Exline, 1936 — США
- Cicurina bullis Cokendolpher, 2004 — США
- Cicurina buwata Chamberlin & Ivie, 1940 — США
- Cicurina caliga Cokendolpher & Reddell, 2001 — США
- Cicurina calyciforma Wang & Xu, 1989 — Китай
- Cicurina cavealis Bishop & Crosby, 1926 — США
- Cicurina caverna Gertsch, 1992 — США
- Cicurina cicur (Fabricius, 1793) — Европа до Центральной Азии
- Cicurina coahuila Gertsch, 1971 — Мексика
- Cicurina colorada Chamberlin & Ivie, 1940 — США
- Cicurina coryelli Gertsch, 1992 — США
- Cicurina davisi Exline, 1936 — США
- Cicurina delrio Gertsch, 1992 — США
- Cicurina deserticola Chamberlin & Ivie, 1940 — США
- Cicurina dorothea Gertsch, 1992 — США
- Cicurina eburnata Wang, 1994 — Китай
- Cicurina ezelli Gertsch, 1992 — США
- Cicurina gertschi Exline, 1936 — США
- Cicurina gruta Gertsch, 1992 — США
- Cicurina harrietae Gertsch, 1992 — США
- Cicurina hexops Chamberlin & Ivie, 1940 — США
- Cicurina holsingeri Gertsch, 1992 — США
- Cicurina hoodensis Cokendolpher & Reddell, 2001 — США
- Cicurina idahoana Chamberlin, 1919 — США, Канада
- Cicurina intermedia Chamberlin & Ivie, 1933 — США
- Cicurina itasca Chamberlin & Ivie, 1940 — США
- Cicurina iviei Gertsch, 1971 — Мексика
- Cicurina japonica (Simon, 1886) — Корея, Япония (Европа, ввезён)
- Cicurina jiangyongensis Peng, Gong & Kim, 1996 — Китай
- Cicurina jonesi Chamberlin & Ivie, 1940 — США
- Cicurina joya Gertsch, 1992 — США
- Cicurina kimyongkii Paik, 1970 — Корея
- Cicurina leona Gertsch, 1992 — Мексика
- Cicurina loftini Cokendolpher, 2004 — США
- Cicurina ludoviciana Simon, 1898 — США
- Cicurina machete Gertsch, 1992 — США
- Cicurina maculifera Yaginuma, 1979 — Япония
- Cicurina maculipes Saito, 1934 — Япония
- Cicurina madla Gertsch, 1992 — США
- Cicurina marmorea Gertsch, 1992 — США
- Cicurina maya Gertsch, 1977 — Мексика
- Cicurina mckenziei Gertsch, 1992 — США
- Cicurina medina Gertsch, 1992 — США
- Cicurina menardia Gertsch, 1992 — США
- Cicurina microps Chamberlin & Ivie, 1940 — США
- Cicurina mina Gertsch, 1971 — Мексика
- Cicurina minima Chamberlin & Ivie, 1940 — США
- Cicurina minnesota Chamberlin & Ivie, 1940 — США
- Cicurina minorata (Gertsch & Davis, 1936) — США
- Cicurina mirifica Gertsch, 1992 — США
- Cicurina mixmaster Cokendolpher & Reddell, 2001 — США
- Cicurina modesta Gertsch, 1992 — США
- Cicurina neovespera Cokendolpher, 2004 — США
- Cicurina nervifera Yin et al., 2012 — Китай
- Cicurina nevadensis Simon, 1886 — США
- Cicurina obscura Gertsch, 1992 — США
- Cicurina oklahoma Gertsch, 1992 — США
- Cicurina orellia Gertsch, 1992 — США
- Cicurina pablo Gertsch, 1992 — США
- Cicurina pacifica Chamberlin & Ivie, 1940 — США
- Cicurina pagosa Chamberlin & Ivie, 1940 — США
- Cicurina pallida Keyserling, 1887 — США
- Cicurina pampa Chamberlin & Ivie, 1940 — США
- Cicurina paphlagoniae Brignoli, 1978 — Турция
- Cicurina parma Chamberlin & Ivie, 1940 — США
- Cicurina pastura Gertsch, 1992 — США
- Cicurina patei Gertsch, 1992 — США
- Cicurina peckhami (Simon, 1898) — США, Канада, Аляска
- Cicurina phaselus Paik, 1970 — Корея
- Cicurina placida Banks, 1892 — США
- Cicurina platypus Cokendolpher, 2004 — США
- Cicurina porteri Gertsch, 1992 — США
- Cicurina puentecilla Gertsch, 1992 — США
- Cicurina pusilla (Simon, 1886) — США
- Cicurina rainesi Gertsch, 1992 — США
- Cicurina reclusa Gertsch, 1992 — США
- Cicurina reddelli Gertsch, 1992 — США
- Cicurina rhodiensis Caporiacco, 1948 — Родос
- Cicurina riogrande Gertsch & Mulaik, 1940 — США
- Cicurina robusta Simon, 1886 — США
- Cicurina rosae Gertsch, 1992 — США
- Cicurina rudimentops Chamberlin & Ivie, 1940 — США
- Cicurina russelli Gertsch, 1992 — США
- Cicurina sansaba Gertsch, 1992 — США
- Cicurina secreta Gertsch, 1992 — США
- Cicurina selecta Gertsch, 1992 — США
- Cicurina serena Gertsch, 1992 — США
- Cicurina shasta Chamberlin & Ivie, 1940 — США
- Cicurina sheari Gertsch, 1992 — США
- Cicurina sierra Chamberlin & Ivie, 1940 — США
- Cicurina simplex Simon, 1886 — США, Канада, Аляска
- Cicurina sintonia Gertsch, 1992 — США
- Cicurina sprousei Gertsch, 1992 — США
- Cicurina stowersi Gertsch, 1992 — США
- Cicurina suttoni Gertsch, 1992 — США
- Cicurina tacoma Chamberlin & Ivie, 1940 — США
- Cicurina tersa Simon, 1886 — США, Канада
- Cicurina texana (Gertsch, 1935) — США
- Cicurina tianmuensis Song & Kim, 1991 — Китай
- Cicurina tortuba Chamberlin & Ivie, 1940 — США
- Cicurina travisae Gertsch, 1992 — США
- Cicurina troglobia Cokendolpher, 2004 — США
- Cicurina troglodytes Yaginuma, 1972 — Япония
- Cicurina ubicki Gertsch, 1992 — США
- Cicurina utahana Chamberlin, 1919 — США
- Cicurina uvalde Gertsch, 1992 — США
- Cicurina varians Gertsch & Mulaik, 1940 — США
- Cicurina venefica Gertsch, 1992 — США
- Cicurina venii Gertsch, 1992 — США
- Cicurina vespera Gertsch, 1992 — США
- Cicurina vibora Gertsch, 1992 — США
- Cicurina wartoni Gertsch, 1992 — США
- Cicurina watersi Gertsch, 1992 — США
- Cicurina wiltoni Gertsch, 1992 — США

## Devade
Devade Simon, 1884
- Devade dubia Caporiacco, 1934 — Каракорум
- Devade indistincta (O. P.-Cambridge, 1872) — Средиземноморье
- Devade kazakhstanica Esyunin & Efimik, 2000 — Казахстан
- Devade lehtineni Esyunin & Efimik, 2000 — Казахстан
- Devade libanica (Denis, 1955) — Ливан
- Devade miranda Ponomarev, 2007 — Казахстан
- Devade mongolica Esyunin & Marusik, 2001 — Монголия
- Devade pusilla Simon, 1911 — Алжир
- Devade tenella (Tyschchenko, 1965) — от Украины до Китая

## Dictyna
Dictyna Sundevall, 1833
- Dictyna abundans Chamberlin & Ivie, 1941 — США
- Dictyna agressa Ivie, 1947 — США
- Dictyna alaskae Chamberlin & Ivie, 1947 — Голарктика
- Dictyna albicoma Simon, 1893 — Венесуэла
- Dictyna albida O. P.-Cambridge, 1885 — Индия, Пакистан, Яркенд
- Dictyna albopilosa Franganillo, 1936 — Куба
- Dictyna albovittata Keyserling, 1881 — Перу
- Dictyna alyceae Chickering, 1950 — Панама
- Dictyna andesiana Berland, 1913 — Эквадор
- Dictyna annexa Gertsch & Mulaik, 1936 — США, Мексика
- Dictyna apacheca Chamberlin & Ivie, 1935 — США
- Dictyna armata Thorell, 1875 — Украина, Грузия
- Dictyna arundinacea (Linnaeus, 1758) — Голарктика
- Dictyna bellans Chamberlin, 1919 — США, Мексика
  - Dictyna bellans hatchi Jones, 1948 — США
- Dictyna bispinosa Simon, 1906 — Мьянма
- Dictyna bostoniensis Emerton, 1888 — США, Канада
- Dictyna brevitarsa Emerton, 1915 — США, Канада, Аляска
- Dictyna cafayate Mello-Leitao, 1941 — Аргентина
- Dictyna calcarata Banks, 1904 — США, Мексика, Гавайи
- Dictyna cambridgei Gertsch & Ivie, 1936 — Мексика
- Dictyna cavata Jones, 1947 — США, Куба
- Dictyna cebolla Ivie, 1947 — США
- Dictyna cholla Gertsch & Davis, 1942 — США, Мексика
- Dictyna civica (Lucas, 1850) — Европа, Северная Африка, Турция, Северная Америка
- Dictyna colona Simon, 1906 — Новая Каледония
- Dictyna coloradensis Chamberlin, 1919 — США
- Dictyna columbiana Becker, 1886 — Колумбия, Венесуэла
- Dictyna cronebergi Simon, 1889 — Туркменистан
- Dictyna crosbyi Gertsch & Mulaik, 1940 — США
- Dictyna dahurica Danilov, 2000 — Россия
- Dictyna dauna Chamberlin & Gertsch, 1958 — США, Багамы
- Dictyna denisi (Lehtinen, 1967) — Нигер
- Dictyna donaldi Chickering, 1950 — Панама
- Dictyna dunini Danilov, 2000 — Россия
- Dictyna ectrapela (Keyserling, 1886) — Перу
- Dictyna felis Bosenberg & Strand, 1906 — Россия, Китай, Корея, Япония
- Dictyna flavipes Hu, 2001 — Китай
- Dictyna fluminensis Mello-Leitao, 1924 — Бразилия
- Dictyna foliacea (Hentz, 1850) — США, Канада
- Dictyna foliicola Bosenberg & Strand, 1906 — Россия, Китай, Корея, Япония
- Dictyna formidolosa Gertsch & Ivie, 1936 — США, Канада
- Dictyna fuerteventurensis Schmidt, 1976 — Канарские Острова
- Dictyna gloria Chamberlin & Ivie, 1944 — США
- Dictyna guanchae Schmidt, 1968 — Канарские Острова
- Dictyna guerrerensis Gertsch & Davis, 1937 — Мексика
- Dictyna guineensis Denis, 1955 — Гвинея
- Dictyna hamifera Thorell, 1872 — Финляндия, Россия
  - Dictyna hamifera simulans Kulczynski, 1916 — Россия
- Dictyna idahoana Chamberlin & Ivie, 1933 — США
- Dictyna ignobilis Kulczynski, 1895 — Молдавия, Армения
- Dictyna incredula Gertsch & Davis, 1937 — Мексика
- Dictyna innocens O. P.-Cambridge, 1872 — Италия, Восточная Средиземноморье, Казахстан
- Dictyna jacalana Gertsch & Davis, 1937 — Мексика
- Dictyna juno Ivie, 1947 — США
- Dictyna kosiorowiczi Simon, 1873 — Западная Средиземноморье
- Dictyna laeviceps Simon, 1911 — Алжир
- Dictyna latens (Fabricius, 1775) — Европа до Центральной Азии
- Dictyna lecta Chickering, 1952 — Панама
- Dictyna lhasana Hu, 2001 — Китай
- Dictyna linzhiensis Hu, 2001 — Китай
- Dictyna livida (Mello-Leitao, 1941) — Аргентина
- Dictyna longispina Emerton, 1888 — США
- Dictyna major Menge, 1869 — Голарктика
- Dictyna marilina Chamberlin, 1948 — США
- Dictyna meditata Gertsch, 1936 — от Мексики до Панамы, Куба
- Dictyna miniata Banks, 1898 — Мексика
- Dictyna minuta Emerton, 1888 — США, Канада
- Dictyna moctezuma Gertsch & Davis, 1942 — Мексика
- Dictyna mora Chamberlin & Gertsch, 1958 — США
- Dictyna namulinensis Hu, 2001 — Китай
- Dictyna nangquianensis Hu, 2001 — Китай
- Dictyna navajoa Gertsch & Davis, 1942 — Мексика
- Dictyna nebraska Gertsch, 1946 — США
- Dictyna obydovi Marusik & Koponen, 1998 — Россия
- Dictyna paitaensis Schenkel, 1953 — Китай
- Dictyna palmgreni Marusik & Fritzen, 2011 — Финляндия, Россия
- Dictyna paramajor Danilov, 2000 — Россия
- Dictyna peon Chamberlin & Gertsch, 1958 — США, Мексика
- Dictyna personata Gertsch & Mulaik, 1936 — США, Мексика
- Dictyna pictella Chamberlin & Gertsch, 1958 — США
- Dictyna procerula Bosenberg & Strand, 1906 — Япония
- Dictyna puebla Gertsch & Davis, 1937 — Мексика
- Dictyna pusilla Thorell, 1856 — Палеарктика
- Dictyna quadrispinosa Emerton, 1919 — США
- Dictyna ranchograndei Caporiacco, 1955 — Венесуэла
- Dictyna saepei Chamberlin & Ivie, 1941 — США
- Dictyna saltona Chamberlin & Gertsch, 1958 — США
- Dictyna sancta Gertsch, 1946 — США, Канада
- Dictyna schmidti Kulczynski, 1926 — Россия
- Dictyna secuta Chamberlin, 1924 — США, Мексика
- Dictyna sierra Chamberlin, 1948 — США
- Dictyna similis Keyserling, 1878 — Уругвай
- Dictyna simoni Petrunkevitch, 1911 — Венесуэла
- Dictyna sinaloa Gertsch & Davis, 1942 — Мексика
- Dictyna siniloanensis Barrion & Litsinger, 1995 — Филиппины
- Dictyna sonora Gertsch & Davis, 1942 — Мексика
- Dictyna sotnik Danilov, 1994 — Россия
- Dictyna subpinicola Ivie, 1947 — США
- Dictyna sylvania Chamberlin & Ivie, 1944 — США
- Dictyna szaboi Chyzer, 1891 — Венгрия, Чехия, Словакия, Россия
- Dictyna tarda Schmidt, 1971 — Эквадор
- Dictyna terrestris Emerton, 1911 — США
- Dictyna togata Simon, 1904 — Чили
- Dictyna tridentata Bishop & Ruderman, 1946 — США
- Dictyna trivirgata Mello-Leitao, 1943 — Чили
- Dictyna tucsona Chamberlin, 1948 — США, Мексика
- Dictyna tullgreni Caporiacco, 1949 — Кения
- Dictyna turbida Simon, 1905 — Индия, Шри-Ланка
- Dictyna tyshchenkoi Marusik, 1988 — Россия
  - Dictyna tyshchenkoi wrangeliana Marusik, 1988 —Остров Врангеля
- Dictyna ubsunurica Marusik & Koponen, 1998 — Россия
- Dictyna umai Tikader, 1966 — Индия
- Dictyna uncinata Thorell, 1856 — Палеарктика
- Dictyna uvs Marusik & Koponen, 1998 — Россия
- Dictyna uzbekistanica Charitonov, 1946 — Узбекистан
- Dictyna varians Spassky, 1952 — Россия, Центральная Азия
- Dictyna vicina Simon, 1873 — от Средиземноморья до Центральной Азии
- Dictyna vittata Keyserling, 1883 — Перу
- Dictyna volucripes Keyserling, 1881 — Северная Америка
  - Dictyna volucripes volucripoides Ivie, 1947 — США
- Dictyna vultuosa Keyserling, 1881 — Перу
- Dictyna xinjiangensis Song, Wang & Yang, 1985 — Китай
- Dictyna xizangensis Hu & Li, 1987 — Китай
- Dictyna yongshun Yin, Bao & Kim, 2001 — Китай
- Dictyna zhangmuensis Hu, 2001 — Китай

## Dictynomorpha
Dictynomorpha Spassky, 1939
- Dictynomorpha bedeshai (Tikader, 1966) — Индия, Андаманские острова
- Dictynomorpha marakata (Sherriffs, 1927) — Индия
- Dictynomorpha smaragdula (Simon, 1905) — Шри-Ланка
- Dictynomorpha strandi Spassky, 1939 — Центральная Азия

## Emblyna
Emblyna Chamberlin, 1948
- Emblyna acoreensis Wunderlich, 1992 — Азорские острова
- Emblyna aiko (Chamberlin & Gertsch, 1958) — США
- Emblyna altamira (Gertsch & Davis, 1942) — США, Мексика, Большие Антильские острова
- Emblyna angulata (Emerton, 1915) — США
- Emblyna annulipes (Blackwall, 1846) — Голарктика
- Emblyna ardea (Chamberlin & Gertsch, 1958) — США
- Emblyna artemisia (Ivie, 1947) — США
- Emblyna borealis (O. P.-Cambridge, 1877) — Россия, США, Канада, Гренландия
  - Emblyna borealis cavernosa (Jones, 1947) — США
- Emblyna branchi (Chamberlin & Gertsch, 1958) — США
- Emblyna brevidens (Kulczynski, 1897) — Палеарктика
- Emblyna budarini Marusik, 1988 — Россия
- Emblyna burjatica (Danilov, 1994) — Россия
- Emblyna callida (Gertsch & Ivie, 1936) — США, Мексика
- Emblyna capens Chamberlin, 1948 — США
- Emblyna chitina (Chamberlin & Gertsch, 1958) — Аляска, Канада
- Emblyna completa (Chamberlin & Gertsch, 1929) — США
- Emblyna completoides (Ivie, 1947) — США, Канада
- Emblyna consulta (Gertsch & Ivie, 1936) — Северная Америка
- Emblyna cornupeta (Bishop & Ruderman, 1946) — США, Мексика
- Emblyna coweta (Chamberlin & Gertsch, 1958) — США
- Emblyna crocana Chamberlin, 1948 — США
- Emblyna cruciata (Emerton, 1888) — США, Канада
- Emblyna decaprini (Kaston, 1945) — США
- Emblyna evicta (Gertsch & Mulaik, 1940) — США
- Emblyna florens (Ivie & Barrows, 1935) — США
- Emblyna formicaria Baert, 1987 — Галапагоссы
- Emblyna francisca (Bishop & Ruderman, 1946) — США
- Emblyna hentzi (Kaston, 1945) — США, Канада
- Emblyna horta (Gertsch & Ivie, 1936) — США
- Emblyna hoya (Chamberlin & Ivie, 1941) — США
- Emblyna iviei (Gertsch & Mulaik, 1936) — США, Мексика
- Emblyna joaquina (Chamberlin & Gertsch, 1958) — США
- Emblyna jonesae (Roewer, 1955) — США
- Emblyna kaszabi Marusik & Koponen, 1998 — Монголия
- Emblyna klamatha (Chamberlin & Gertsch, 1958) — США
- Emblyna lina (Gertsch, 1946) — США, Мексика
- Emblyna linda (Chamberlin & Gertsch, 1958) — США
- Emblyna littoricolens (Chamberlin & Ivie, 1935) — США
- Emblyna manitoba (Ivie, 1947) — США, Канада
- Emblyna mariae Chamberlin, 1948 — США, Мексика
- Emblyna marissa (Chamberlin & Gertsch, 1958) — США
- Emblyna maxima (Banks, 1892) — США, Канада
- Emblyna melva (Chamberlin & Gertsch, 1958) — США
- Emblyna mitis (Thorell, 1875) — Палеарктика
- Emblyna mongolica Marusik & Koponen, 1998 — Россия, Монголия
- Emblyna nanda (Chamberlin & Gertsch, 1958) — США
- Emblyna oasa (Ivie, 1947) — США
- Emblyna olympiana (Chamberlin, 1919) — США
- Emblyna orbiculata (Jones, 1947) — США
- Emblyna oregona (Gertsch, 1946) — США
- Emblyna osceola (Chamberlin & Gertsch, 1958) — США
- Emblyna oxtotilpanensis (Jimenez & Luz, 1986) — Мексика
- Emblyna palomara Chamberlin, 1948 — США
- Emblyna peragrata (Bishop & Ruderman, 1946) — США, Канада, Аляска
- Emblyna phylax (Gertsch & Ivie, 1936) — США, Канада
- Emblyna pinalia (Chamberlin & Gertsch, 1958) — США
- Emblyna piratica (Ivie, 1947) — США
- Emblyna reticulata (Gertsch & Ivie, 1936) — США, Мексика
- Emblyna roscida (Hentz, 1850) — Северная, Центральная Америка
- Emblyna saylori (Chamberlin & Ivie, 1941) — США
- Emblyna scotta Chamberlin, 1948 — США, Мексика
- Emblyna seminola (Chamberlin & Gertsch, 1958) — США
- Emblyna serena (Chamberlin & Gertsch, 1958) — США
- Emblyna shasta (Chamberlin & Gertsch, 1958) — США
- Emblyna shoshonea (Chamberlin & Gertsch, 1958) — США
- Emblyna stulta (Gertsch & Mulaik, 1936) — США
- Emblyna sublata (Hentz, 1850) — США
- Emblyna sublatoides (Ivie & Barrows, 1935) — США
- Emblyna suprenans (Chamberlin & Ivie, 1935) — США
- Emblyna suwanea (Gertsch, 1946) — США
- Emblyna teideensis Wunderlich, 1992 — Канарские Острова
- Emblyna uintana (Chamberlin, 1919) — США
- Emblyna wangi (Song & Zhou, 1986) — Россия, Казахстан, Монголия, Китай
- Emblyna zaba (Barrows & Ivie, 1942) — США
- Emblyna zherikhini (Marusik, 1988) — Россия

## Hackmania
Hackmania Lehtinen, 1967
- Hackmania prominula (Tullgren, 1948) — Голарктика
- Hackmania saphes (Chamberlin, 1948) — США

## Helenactyna
Helenactyna Benoit, 1977
- Helenactyna crucifera (O. P.-Cambridge, 1873) — Остров Святой Елены
- Helenactyna vicina Benoit, 1977 — Остров Святой Елены

## Hoplolathys
Hoplolathys Caporiacco, 1947
- Hoplolathys aethiopica Caporiacco, 1947 — Эфиопия

## Iviella
Iviella Lehtinen, 1967
- Iviella newfoundlandensis Pickavance & Dondale, 2010 — Канада
- Iviella ohioensis (Chamberlin & Ivie, 1935) — США
- Iviella reclusa (Gertsch & Ivie, 1936) — США, Канада

## Lathys
Lathys Simon, 1884
- Lathys affinis (Blackwall, 1862) — Мадейра
- Lathys alberta Gertsch, 1946 — США, Канада, Аляска, Россия
- Lathys albida Gertsch, 1946 — США
- Lathys annulata Bosenberg & Strand, 1906 — Япония
- Lathys bin Marusik & Logunov, 1991 — Курильские Острова
- Lathys borealis Zhang, Hu & Zhang, 2012 — Китай
- Lathys brevitibialis Denis, 1956 — Марокко
- Lathys cambridgei (Simon, 1874) — Израиль
- Lathys changtunesis Hu, 2001 — Китай
- Lathys chishuiensis Zhang, Yang & Zhang, 2009 — Китай
- Lathys coralynae Gertsch & Davis, 1942 — Мексика
- Lathys delicatula (Gertsch & Mulaik, 1936) — США
- Lathys dentichelis (Simon, 1883) — Азорские острова, Канарские Острова
- Lathys dihamata Paik, 1979 — Корея, Япония
- Lathys dixiana Ivie & Barrows, 1935 — США
- Lathys foxi (Marx, 1891) — США
- Lathys heterophthalma Kulczynski, 1891 — Франция, Хорватия
- Lathys humilis (Blackwall, 1855) — Палеарктика
  - Lathys humilis meridionalis (Simon, 1874) — Испания, Франция, Корсика, Северная Африка
- Lathys immaculata (Chamberlin & Ivie, 1944) — США
- Lathys insulana Ono, 2003 — Япония
- Lathys jubata (Denis, 1947) — Франция
- Lathys lepida O. P.-Cambridge, 1909 — Британия (ввезён from Испания)
- Lathys lutulenta Simon, 1914 — Франция
- Lathys maculina Gertsch, 1946 — США
- Lathys maculosa (Karsch, 1879) — Корея, Япония
- Lathys maura (Simon, 1911) — Алжир
- Lathys mussooriensis Biswas & Roy, 2008 — Индия
- Lathys narbonensis (Simon, 1876) — Франция, Италия
- Lathys nielseni (Schenkel, 1932) — Palaearctic
- Lathys pallida (Marx, 1891) — США, Канада
- Lathys pygmaea Wunderlich, 2011 — Канарские Острова
- Lathys sexoculata Seo & Sohn, 1984 — Корея, Япония
- Lathys sexpustulata (Simon, 1878) — Франция, Марокко
- Lathys simplicior (Dalmas, 1916) — Алжир
- Lathys sindi (Caporiacco, 1934) — Каракорум
- Lathys spiralis Zhang, Hu & Zhang, 2012 — Китай
- Lathys stigmatisata (Menge, 1869) — Палеарктика
- Lathys subalberta Zhang, Hu & Zhang, 2012 — Китай
- Lathys subhumilis Zhang, Hu & Zhang, 2012 — Китай
- Lathys subviridis Denis, 1937 — Алжир
- Lathys sylvania Chamberlin & Gertsch, 1958 — США
- Lathys teideensis Wunderlich, 1992 — Канарские Острова
- Lathys truncata Danilov, 1994 — Россия

## Mallos
Mallos O. P.-Cambridge, 1902
- Mallos blandus Chamberlin & Gertsch, 1958 — США
- Mallos bryantae Gertsch, 1946 — США, Мексика
- Mallos chamberlini Bond & Opell, 1997 — Мексика
- Mallos dugesi (Becker, 1886) — США, Мексика
- Mallos flavovittatus (Keyserling, 1881) — Венесуэла, Перу
- Mallos gertschi Bond & Opell, 1997 — Мексика
- Mallos gregalis (Simon, 1909) — Мексика
- Mallos hesperius (Chamberlin, 1916) — от Мексики до Парагвая
- Mallos kraussi Gertsch, 1946 — Мексика
- Mallos macrolirus Bond & Opell, 1997 — Мексика
- Mallos margaretae Gertsch, 1946 — Коста-Рика, Панама
- Mallos mians (Chamberlin, 1919) — США, Мексика
- Mallos nigrescens (Caporiacco, 1955) — Венесуэла
- Mallos niveus O. P.-Cambridge, 1902 — США, Мексика
- Mallos pallidus (Banks, 1904) — США, Мексика
- Mallos pearcei Chamberlin & Gertsch, 1958 — США

## Marilynia
Marilynia Lehtinen, 1967
- Marilynia bicolor (Simon, 1870) — Европа до Центральной Азии, Северная Африка
  - Marilynia bicolor littoralis (Denis, 1959) — Франция

## Mashimo
Mashimo Lehtinen, 1967
- Mashimo leleupi Lehtinen, 1967 — Замбия

## Mastigusa
Mastigusa Menge, 1854
- Mastigusa arietina (Thorell, 1871) — Палеарктика
- Mastigusa lucifuga (Simon, 1898) — Франция
- Mastigusa macrophthalma (Kulczynski, 1897) — Венгрия, Балканы, Россия

## Mexitlia
Mexitlia Lehtinen, 1967
- Mexitlia altima Bond & Opell, 1997 — Мексика
- Mexitlia grandis (O. P.-Cambridge, 1896) — Мексика
- Mexitlia trivittata (Banks, 1901) — США, Мексика

## Mizaga
Mizaga Simon, 1898
- Mizaga chevreuxi Simon, 1898 — Сенегал
- Mizaga racovitzai (Fage, 1909) — Средиземноморье

## Nigma
Nigma Lehtinen, 1967
- Nigma conducens (O. P.-Cambridge, 1876) — Северная Африка
- Nigma flavescens (Walckenaer, 1830) — Палеарктика
- Nigma gertschi (Berland & Millot, 1940) — Сенегал
- Nigma gratiosa (Simon, 1881) — Португалия, Испания, Северная Африка
- Nigma hortensis (Simon, 1870) — Испания, Франция, Алжир
- Nigma laeta (Spassky, 1952) — Центральная Азия
- Nigma linsdalei (Chamberlin & Gertsch, 1958) — США
- Nigma longipes (Berland, 1914) — Восточная Африка
- Nigma puella (Simon, 1870) — Европа, Азорские острова, Мадейра, Канарские Острова
- Nigma shiprai (Tikader, 1966) — Индия
- Nigma tristis (Spassky, 1952) — Таджикистан
- Nigma tuberosa Wunderlich, 1987 — Канарские Острова
- Nigma vulnerata (Simon, 1914) — Средиземноморье
- Nigma walckenaeri (Roewer, 1951) — Палеарктика

## Paradictyna
Paradictyna Forster, 1970
- Paradictyna ilamia Forster, 1970 — Новая Зеландия
- Paradictyna rufoflava (Chamberlain, 1946) — Новая Зеландия

## Penangodyna
Penangodyna Wunderlich, 1995
- Penangodyna tibialis Wunderlich, 1995 — Малайзия

## Phantyna
Phantyna Chamberlin, 1948
- Phantyna bicornis (Emerton, 1915) — США, Канада
- Phantyna estebanensis (Simon, 1906) — Венесуэла
- Phantyna mandibularis (Taczanowski, 1874) — от Мексики до Бразилии
- Phantyna meridensis (Caporiacco, 1955) — Венесуэла
- Phantyna micro (Chamberlin & Ivie, 1944) — США
- Phantyna mulegensis (Chamberlin, 1924) — США, Мексика
- Phantyna pixi (Chamberlin & Gertsch, 1958) — США
- Phantyna provida (Gertsch & Mulaik, 1936) — США
- Phantyna remota (Banks, 1924) — Галапагоссы
- Phantyna rita (Gertsch, 1946) — США
- Phantyna segregata (Gertsch & Mulaik, 1936) — США, Мексика
- Phantyna terranea (Ivie, 1947) — США
- Phantyna varyna (Chamberlin & Gertsch, 1958) — США, Мексика
  - Phantyna varyna miranda (Chamberlin & Gertsch, 1958) — США

## Qiyunia
Qiyunia Song & Xu, 1989
- Qiyunia lehtineni Song & Xu, 1989 — Китай

## Rhion
Rhion O. P.-Cambridge, 1870
- Rhion pallidum O. P.-Cambridge, 1870 — Шри-Ланка

## Saltonia
Saltonia Chamberlin & Ivie, 1942
- Saltonia incerta (Banks, 1898) — США

## Scotolathys
Scotolathys Simon, 1884
- Scotolathys simplex Simon, 1884 — Алжир, Испания, Греция, Украина

## Shango
Shango Lehtinen, 1967
- Shango capicola (Strand, 1909) — Южная Африка

## Sudesna
Sudesna Lehtinen, 1967
- Sudesna anaulax (Simon, 1908) — Западная Австралия
- Sudesna circularis Zhang & Li, 2011 — Китай
- Sudesna digitata Zhang & Li, 2011 — Китай
- Sudesna grammica (Simon, 1893) — Филиппины
- Sudesna grossa (Simon, 1906) — Индия
- Sudesna hedini (Schenkel, 1936) — Китай, Корея

## Tahuantina
Tahuantina Lehtinen, 1967
- Tahuantina zapfeae Lehtinen, 1967 — Чили

## Tandil
Tandil Mello-Leitao, 1940
- Tandil nostalgicus Mello-Leitao, 1940 — Аргентина

## Thallumetus
Thallumetus Simon, 1893
- Thallumetus acanthochirus Simon, 1904 — Чили
- Thallumetus dulcineus Gertsch, 1946 — Панама
- Thallumetus latifemur (Soares & Camargo, 1948) — Бразилия
- Thallumetus octomaculellus (Gertsch & Davis, 1937) — Мексика
- Thallumetus parvulus Bryant, 1942 — Виргинские Острова
- Thallumetus pineus (Chamberlin & Ivie, 1944) — США
- Thallumetus pullus Chickering, 1952 — Панама
- Thallumetus pusillus Chickering, 1950 — Панама
- Thallumetus salax Simon, 1893 — Венесуэла
- Thallumetus simoni Gertsch, 1945 — Гайана

## Tivyna
Tivyna Chamberlin, 1948
- Tivyna moaba (Ivie, 1947) — США
- Tivyna pallida (Keyserling, 1887) — США
- Tivyna petrunkevitchi (Gertsch & Mulaik, 1940) — США
- Tivyna spatula (Gertsch & Davis, 1937) — США, Мексика, Куба, Багамы

## Tricholathys
Tricholathys Chamberlin & Ivie, 1935
- Tricholathys cascadea Chamberlin & Gertsch, 1958 — США
- Tricholathys hansi (Schenkel, 1950) — США
- Tricholathys hirsutipes (Banks, 1921) — США
- Tricholathys jacinto Chamberlin & Gertsch, 1958 — США
- Tricholathys knulli Gertsch & Mulaik, 1936 — США
- Tricholathys monterea Chamberlin & Gertsch, 1958 — США
- Tricholathys relicta Ovtchinnikov, 2001 — Киргизия
- Tricholathys rothi Chamberlin & Gertsch, 1958 — США
- Tricholathys saltona Chamberlin, 1948 — США
- Tricholathys spiralis Chamberlin & Ivie, 1935 — США

## Viridictyna
Viridictyna Forster, 1970
- Viridictyna australis Forster, 1970 — Новая Зеландия
- Viridictyna kikkawai Forster, 1970 — Новая Зеландия
- Viridictyna nelsonensis Forster, 1970 — Новая Зеландия
- Viridictyna parva Forster, 1970 — Новая Зеландия
- Viridictyna picata Forster, 1970 — Новая Зеландия

## Yorima
Yorima Chamberlin & Ivie, 1942
- Yorima albida Roth, 1956 — США
- Yorima angelica Roth, 1956 — США
- Yorima antillana (Bryant, 1940) — Куба
- Yorima flava (Chamberlin & Ivie, 1937) — США
- Yorima sequoiae (Chamberlin & Ivie, 1937) — США
- Yorima subflava Chamberlin & Ivie, 1942 — США